# Bailliage de Gruyère
 (janvier 2021).
Si vous disposez d'ouvrages ou d'articles de référence ou si vous connaissez des sites web de qualité traitant du thème abordé ici, merci de compléter l'article en donnant les références utiles à sa vérifiabilité et en les liant à la section « Notes et références ».
1555–1798
Entités précédentes :
- Comté de Gruyère

Entités suivantes :
- District de Gruyères

Le bailliage de Gruyère, est un des bailliages fribourgeois situé dans l'actuel canton de Fribourg. La ville de Fribourg s'empara du pays en 1555 après la faillite du dernier comte de Gruyère, Michel de Gruyère.